# Michael Molls

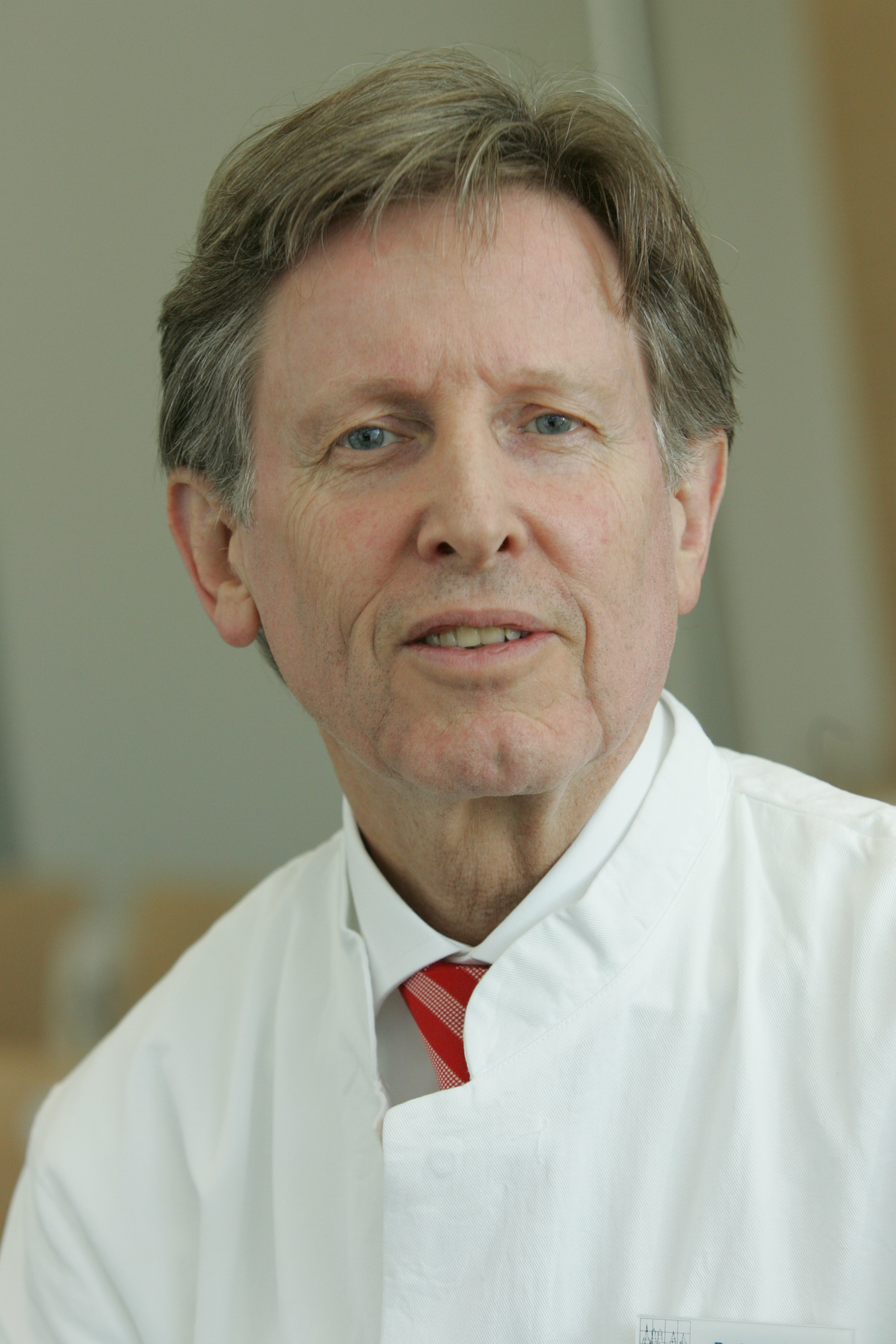
Michael Molls

Michael Josef Maria Molls (* 15. Dezember 1944 in Singen) ist ein deutscher strahlentherapeutischer Onkologe und Universitätsprofessor. Er war zunächst in der strahlenbiologischen Grundlagenforschung tätig und danach in der Hochpräzisions-Strahlentherapie und der interdisziplinären Krebsmedizin.

## Leben und  Wirken
Nach Studium und Approbation als Arzt war Molls arbeitsmedizinisch in Istanbul und in Jugoslawien tätig. Es folgten Jahre der experimentellen Forschung am Institut für Pharmakologie der Universität Freiburg und am Institut für Medizinische Strahlenbiologie der Universität Essen. Er habilitierte sich und erhielt die Lehrbefugnis für die Fächer Embryologie und Strahlenbiologie. Weiterhin arbeitete Molls als Assistent an der Strahlenklinik der Universität Essen, wurde Facharzt für Strahlentherapie sowie Oberarzt und erhielt die Venia legendi für klinische Radioonkologie. 1992 folgte er dem Ruf an das Klinikum rechts der Isar und die Medizinische Fakultät der Technischen Universität München, wo er seither als Lehrstuhlinhaber und Direktor der Klinik für Strahlentherapie und Radiologische Onkologie tätig war. Moll ist seit dem 31. März 2014 im Ruhestand.
Von 1999 bis 2003 war Molls Mitglied des Vorstandes, von 2003 bis 2009 des Aufsichtsrates des Klinikums rechts der Isar. Dort widmete er sich der Prozess- und Ergebnis-Qualität in der interdisziplinären Behandlung von Krebskranken. Er war von 2001 bis 2003 Vorsitzender des Tumorzentrums  München an den Kliniken beider Münchener Universitäten.
Molls war Mitgründer und von 1997 bis 1999 Präsident der Deutschen Gesellschaft für Radioonkologie (DEGRO). In dieser Funktion initiierte er die Einführung von Leitlinien zur Behandlung von Tumorpatienten und gab Impulse zu einer Neu-Orientierung und stärkeren Integration strahlenbiologischer und medizinphysikalischer Forschung im Gebiet der Radioonkologie. Von 2004 bis 2009 leitete er die Akademie für Fort- und Weiterbildung der Deutschen Gesellschaft für Radioonkologie (DEGRO). Er führte auf der Basis europäischer Regeln ein Curriculum zur Facharzt-Weiterbildung (Strahlentherapie) ein.
Als Mitglied von Gutachter-Kommissionen des Wissenschaftsrates, der Deutschen Forschungsgemeinschaft (DFG), der Helmholtz-Gemeinschaft und von Ministerien war Molls an Evaluationen und Vorschlägen zu Umstrukturierungen sowie Neugründungen von Institutionen beteiligt. Hierzu zählen die entstehende Protonentherapieanlage am Universitätsklinikum Dresden, das Heidelberger Ionenstrahl-Therapiezentrum, das Nationale Centrum für Tumorerkrankungen (NCT) am Deutschen Krebsforschungszentrum und am Universitätsklinikum Heidelberg, das frühere Forschungszentrum Karlsruhe der Helmholtz-Gemeinschaft sowie das Bundesamt für Strahlenschutz.

## Forschung
Die wissenschaftliche Arbeit von Molls reicht von der Grundlagenforschung über translationale Arbeiten bis hin zu klinischen Studien. Molls war einer der ersten in Europa, der unter „in-vitro“ Bedingungen frühe Stadien von Maus-Embryonen (Präimplantations-Phase, Stammzellen) züchtete. An diesem biologischen System befasste er sich mit der Zellproliferation, Mechanismen des Zelltodes, DNS-Veränderungen, chromosomalen Schäden und embryonalen Fehlentwicklungen nach Anwendung ionisierender Strahlen (Photonen, Neutronen), zum Teil in Kombination mit chemischen Umweltnoxen bzw. Schwermetallen (Blei, Cadmium). 2008 bis 2011 leitete Molls das von der EU (7. Rahmenprogramm) geförderte Projekt Cardiorisk, das experimentell im Rahmen eines internationalen Konsortiums die Effekte niedriger Strahlendosen auf das Herz und seine Gefäße untersuchte.
Molls ist Ko-Sprecher und Verantwortlicher für den Biomedizinischen Bereich des Exzellenzclusters Munich-Centre for Advanced Photonics (MAP) der Deutschen Forschungsgemeinschaft und des vom Wissenschaftsrat bewilligten Großprojektes zum Bau eines Forschungszentrums „Centre for Advanced Laser Applications“ (CALA) an beiden Münchener Universitäten. Die wissenschaftliche und organisatorische Doppelspitze von MAP (Sprecher: F. Krausz / Physiker; Ko-Sprecher: M. Molls / Mediziner) steht für die Vernetzung von Forschern der Physik und Bio-Medizin.
Im Rahmen des MAP-Clusters untersuchen Mitarbeiter der Gruppe Molls die Wirkung von konventionell- und Laser-beschleunigten Protonen und Schwerionen (Teilchen) auf normales Gewebe, auf Krebszellen und auf Maus-Tumoren. Diese Experimente sollen Grundlagen für eine zukünftige klinische Strahlentherapie mit Laser-generierten, gepulsten Teilchen schaffen.
Die präklinischen und klinischen Forschungen von Molls und Kollegen beschäftigen sich vor allem mit Tumorimmunologie, Tumorhypoxie und der Anwendung innovativer Bildgebungs-Verfahren für die biologisch adaptierte Hochpräzisions-Strahlentherapie (inklusive „Image Guidance“ und „Intensitätsmodulierung“). Aus der Gruppe um Molls stammen Pionier-Arbeiten zur stereotaktischen Strahlenbehandlung bei Glioblastomen (Hirntumoren) und bei Frühstadien von primären Lungenkarzinomen sowie Publikationen, die die Lebensqualität von Patientinnen mit Brustkrebs, Patienten mit Prostatakrebs und von älteren Patienten zum Inhalt haben.
Von 2008 bis 2011 war Molls als gewähltes Mitglied des Fachkollegiums Medizin bei der Deutschen Forschungsgemeinschaft in den Sektionen Krebsforschung und Medizintechnik tätig. Im Hinblick auf klinische Forschung bzw. klinische Studien unterstützte er vor allem so genannte „Investigator Initiated Trials“.

## Publikationen zur biologischen, physikalischen und klinischen Forschung der Gruppe Molls
- N. Andratschke, F. Zimmermann, E. Boehm, S. Schill, C. Schoenknecht, R. Thamm, M. Molls, C. Nieder, H. Geinitz: Stereotactic radiotherapy of histologically proven inoperable stage I non-small cell lung cancer: patterns of failure. In: Radiother Oncol. 101(2), 2011, S. 245–249.
- T. E. Schmid, G. Dollinger, O. Zlobinskaya, D. Michalski, V. Hable, C. Greubel, M. Molls, B. Röper: Relative biological effectiveness of pulsed and continuous 20 MeV protons for micronucleus induction in 3D human reconstructed skin tissue. In: Radiother Oncol. 95(1),  2010, S. 66–72.
- J. S. Vaidya, D. J. Joseph, J. S. Tobias, M. Bulsara, F. Wenz, C. Saunders, M. Alvarado, H. L. Flyger, S. Massarut, W. Eiermann, M. Keshtgar, J. Dewar, U. Kraus-Tiefenbacher, M. Sütterlin, L. Esserman, H. M. Holtveg, M. Roncadin, S. Pigorsch, M. Metaxas, M. Falzon, A. Matthews, T. Corica, N. R. Williams, M. Baum: Targeted intraoperative radiotherapy versus whole breast radiotherapy for breast cancer (TARGIT-A trial): an international, prospective, randomised, non-inferiority phase 3 trial. In: The Lancet. 376(9735), 2010, S. 91–102.
- D. Schilling, M. Gehrmann, C. Steinem, A. De Maio, A. G. Pockley, M. Abend, M. Molls, G. Multhoff: Binding of heat shock protein 70 to extracellular phosphatidylserine promotes killing of normoxic and hypoxic tumor cells. In: FASEB J. 23(8), 2009, S. 2467–2477.
- H. Geinitz, F. B. Zimmermann, R. Thamm, A. Schumertl, R. Busch, M. Molls: 3D conformal radiation therapy for prostate cancer in elderly patients. In: Radiother Oncol. 76(1), 2005, S. 27–34.
- A. L. Grosu, W. A. Weber, M. Franz, S. Stärk, M. Piert, R. Thamm, H. Gumprecht, M. Schwaiger, M. Molls, C. Nieder: Reirradiation of recurrent high-grade gliomas using amino acid PET (SPECT)/CT/MRI image fusion to determine gross tumor volume for stereotactic fractionated radiotherapy. In: Int J Radiat Oncol Biol Phys. 63(2), 2005, S. 511–519.
- M. N. Cornforth, K. M. Greulich-Bode, B. D. Loucas, J. Arsuaga, M. Vasquez, R. K. Sachs, M. Brückner, M. Molls, P. Hahnfeldt, L. R. Hlatky, D. J. Brenner: Chromosomes are predominantly located randomly with respect to each other in interphase human cells. In: J Cell Biol. 159, 2002, S. 237–244.
- H. Geinitz, F. B. Zimmermann, P. Stoll, R. Thamm, W. Kaffenberger, K. Ansorg, M. Keller, R. Busch, D. van Beuningen, M. Molls: Fatigue, serum cytokine levels, and blood cell counts during radiotherapy of patients with breast cancer. In: Int J Rad Oncol Biol Phys. 51, 2001, S. 691–698.
- P. Stadler, A. Becker, H. J. Feldmann, G. Hänsgen, J. Dunst, F. Würschmidt, M. Molls: Influence of the hypoxic subvolume on the survival of patients with head and neck cancer. In: Int J Rad Oncol Biol Phys. 44 (4), 1999, S. 749–754.
- M. Molls, C. Streffer, D. van Beuningen, N. Zamboglou: X-Irradiation in G2-phase of 2-cell mouse embryos in vitro: cleavage, blastulation, cell kinetics and fetal development. In: Radiat Res. 91, 1982, S. 219–234.

## Auszeichnungen
- Mitglied der Deutschen Akademie der Naturforscher Leopoldina (Nationale Akademie der Wissenschaften, seit 1998)[10]
- Hanns-Langendorff-Preis
- Ehrenmitglied der Österreichischen Gesellschaft für Radioonkologie (ÖGRO)[11]
- Präsident des Gemeinsamen Jahreskongresses der Deutschen und der Österreichischen Gesellschaft für Radioonkologie und der Deutschen Gesellschaft für Medizinische Physik (2000)[12]